# 埃农维尔
埃农维尔（法語：Hénonville，法語發音：[enɔ̃vil]）是法国瓦兹省的一个市镇，属于博韦区。

## 地理
埃农维尔（49°12'25"N, 2°3'11"E）面积6.84 平方千米，位于法国上法蘭西大區瓦兹省，该省份为法国北部内陆省份，北起索姆省，西接厄尔省和滨海塞纳省，南至塞纳-马恩省和瓦兹河谷省，东临埃纳省。
与埃农维尔接壤的市镇（或旧市镇、城区）包括：昂布兰维尔、伊夫里勒唐普勒、讷维尔博斯克、萨布隆新城、贝维尔。

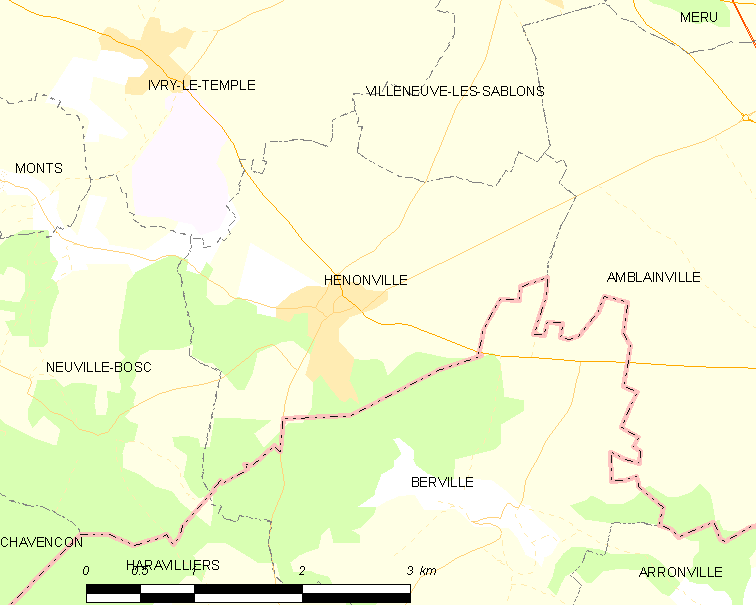
埃农维尔的OSM定位图

埃农维尔的时区为UTC+01:00、UTC+02:00（夏令时）。

## 行政
埃农维尔的邮政编码为60119，INSEE市镇编码为60309。

## 政治
埃农维尔所属的省级选区为韦克桑地区肖蒙县。

## 人口

1962-2008年间埃农维尔人口变化图示

埃农维尔于2022年1月1日时的人口数量为909人。